# Dinoderus bifoveolatus
Dinoderus bifoveolatus är en skalbaggsart som först beskrevs av Thomas Vernon Wollaston 1858.  Dinoderus bifoveolatus ingår i släktet Dinoderus och familjen kapuschongbaggar. Arten förekommer tillfälligt i Sverige, men reproducerar sig inte. Inga underarter finns listade i Catalogue of Life.

## Bildgalleri

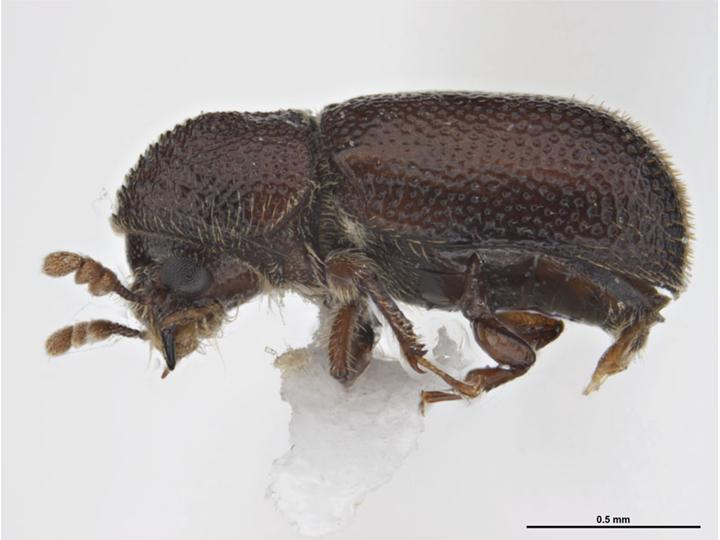
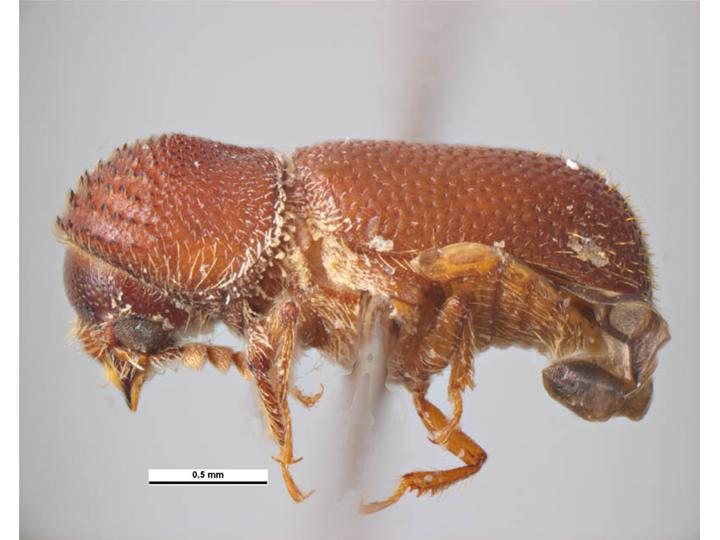